# Minqaria bata
Minqaria bata (del árabe "pico de pato") es la única especie conocida del género extinto Minqaria de dinosaurio ornitópodo hadrosáurido, que vivió a finales del período Cretácico, hace aproximadamente entre 68 a 66 millones de años, durante el Maastrichtiense, en lo que es hoy África. Sus fósiles fueron encontrados en la cuenca Ouled Abdoun del Cretácico Superior de Marruecos.

## Descripción

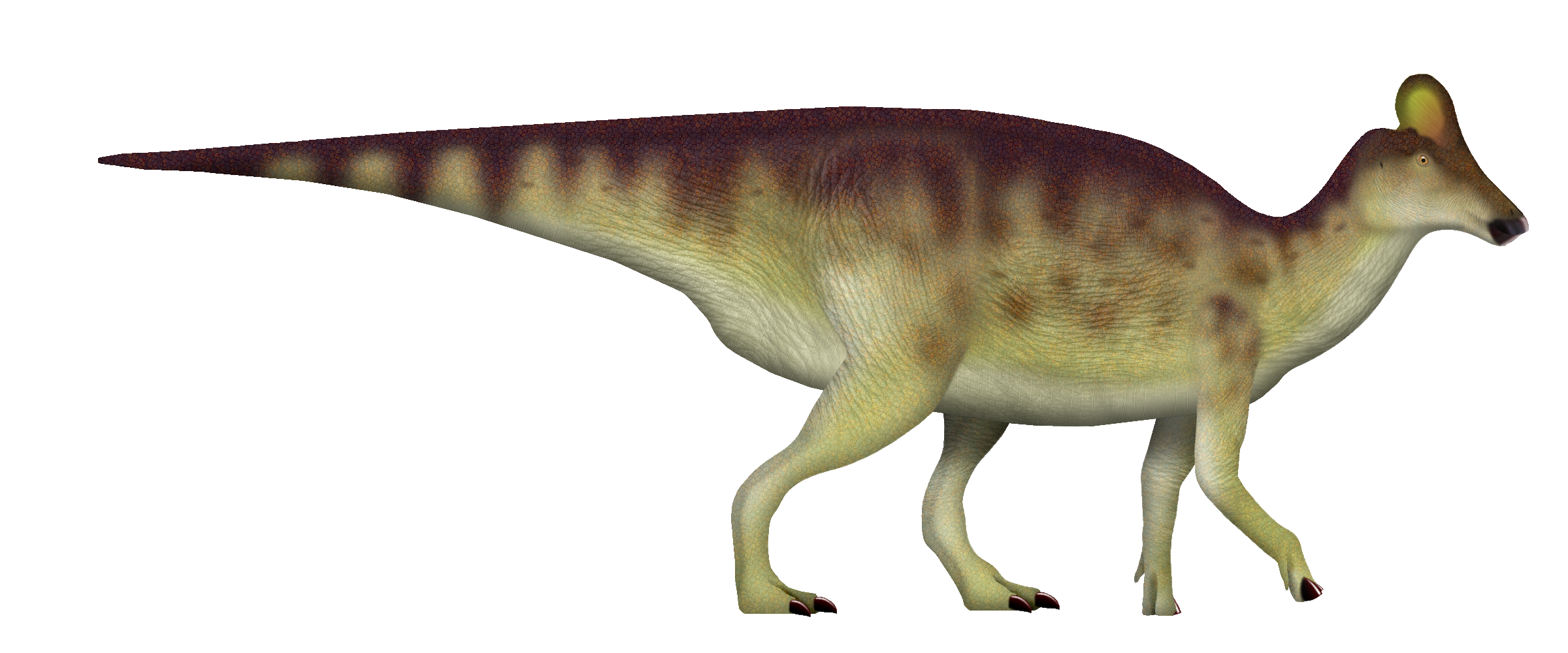
Recreación en vida

Se estima que Minqaria tenía una longitud de unos 3,5 metros (11,5 pies) de largo y un peso de 250 kilogramos (551,2 lb), similar en tamaño a su pariente contemporáneo Ajnabia. Dado que los huesos del cráneo están fusionados, el holotipo de Minqaria probablemente perteneció a un espécimen maduro, a pesar de su pequeño tamaño. Se puede diferenciar de otros arenisaurinos, incluido Ajnabia, en varias características de su cráneo y dientes.

## Descubrimiento e investigación

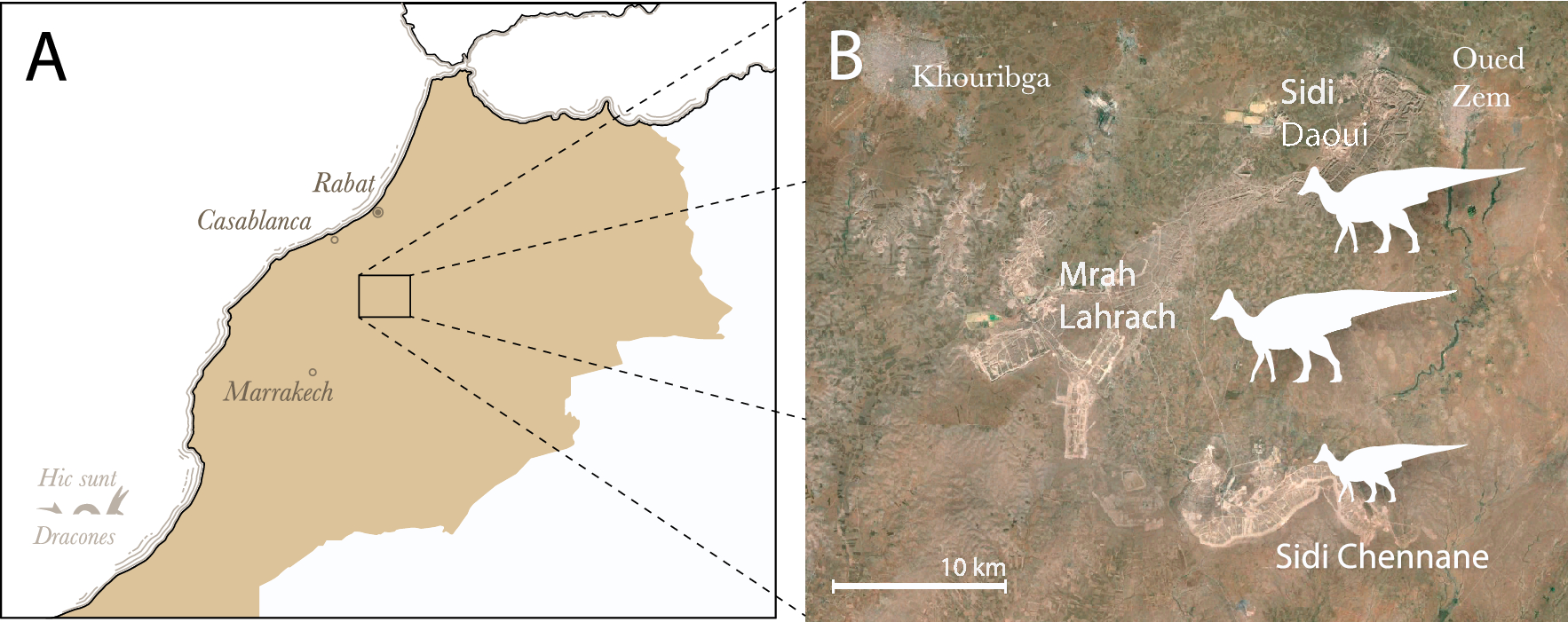
Localidades fósiles de Lambeosaurinae en Marruecos. Minqaria fue encontrada en la localidad de Sidi Chennane.

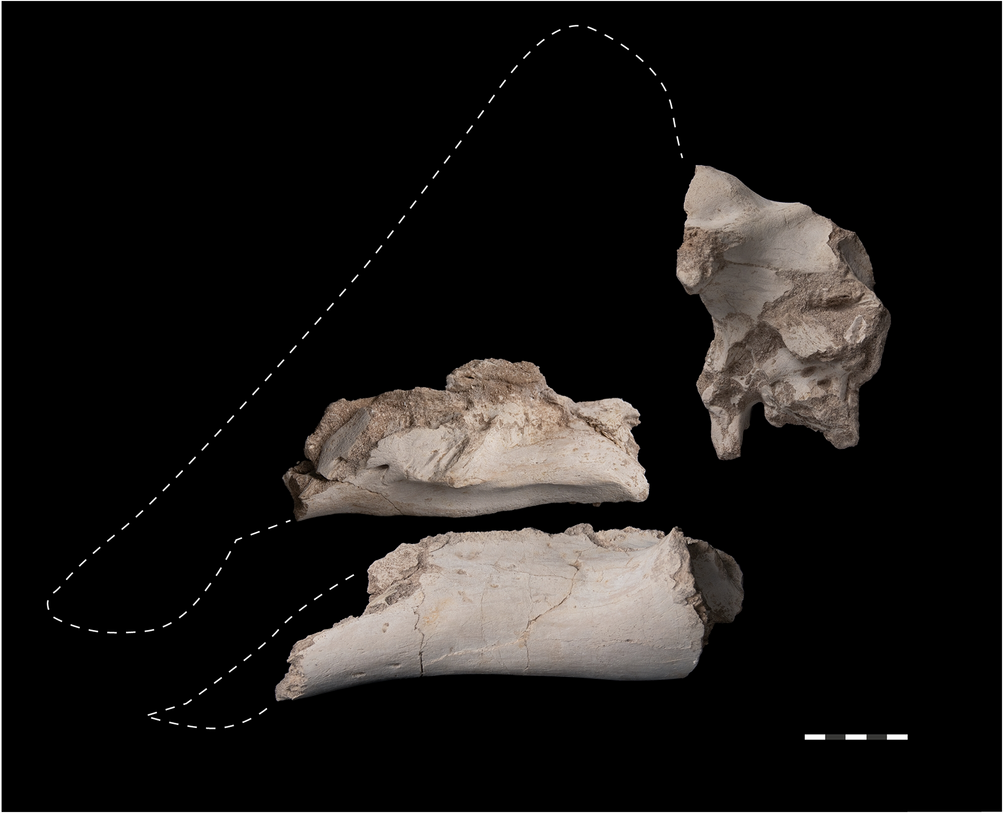
Elementos del cráneo de Minqaria.

El espécimen holotipo de Minqaria, MHNM. KHG.1395, fue descubierto en sedimentos de la cuenca de Oulad Abdoun (superior Couche III, localidad de Sidi Chennane) de Marruecos. El espécimen consta de un cráneo parcial, que incluye un maxilar derecho, un dentario izquierdo y un molde del cráneo.
En 2024, Longrich et al. describieron a Minqaria bata como un nuevo género y especie de hadrosáurido arenisaurino basándose en estos restos fósiles. El nombre genérico, "Minqaria", en árabe significa "pico". El nombre específico, "bata", en árabe significa "pato".

## Clasificación
Longrich et al. (2024) colocaron a Minqaria en un análisis filogenético y descubrieron que pertenecía al clado hadrosáurido Arenysaurini, que se encuentra dentro de lambeosaurnídos, junto a Ajnabia, también conocido de la cuenca de Ouled Abdoun, y otros lambeosaurinos marroquíes que están unidos en su análisis filogenético por un único carácter biogeográfico.

### Filogenia
Su cladograma se muestra a continuación:

|  | Parasaurolophini |
|  |                  |
|  | Lambeosaurini    |
|  |                  |

|  | Adynomosaurus |
|  | |
|  | arenisaurino de Basturs Poble |
|  | |
|  | Canardia |
|  | |
|  | Pararhabdodon |
|  | |
|  | Koutalisaurus |
|  | |
|  | Blasisaurus |
|  | |
|  | arenisaurino de Serrat del Rostiar                                                                                                  |
|  | |
|  | \| \| Ajnabia \| \| \| \| \| \| Minqaria \| \| \| \| \| \| fémur de Mrah Lahrach \| \| \| \| \| \| húmero de Sidi Daoui \| \| \| \| |
|  | |
|  | Ajnabia |
|  | |
|  | Minqaria |
|  | |
|  | fémur de Mrah Lahrach |
|  | |
|  | húmero de Sidi Daoui |
|  | |

|  | Ajnabia               |
|  |                       |
|  | Minqaria              |
|  |                       |
|  | fémur de Mrah Lahrach |
|  |                       |
|  | húmero de Sidi Daoui  |
|  |                       |

|  | Adynomosaurus |
|  | |
|  | arenisaurino de Basturs Poble |
|  | |
|  | Canardia |
|  | |
|  | Pararhabdodon |
|  | |
|  | Koutalisaurus |
|  | |
|  | Blasisaurus |
|  | |
|  | arenisaurino de Serrat del Rostiar                                                                                                  |
|  | |
|  | \| \| Ajnabia \| \| \| \| \| \| Minqaria \| \| \| \| \| \| fémur de Mrah Lahrach \| \| \| \| \| \| húmero de Sidi Daoui \| \| \| \| |
|  | |
|  | Ajnabia |
|  | |
|  | Minqaria |
|  | |
|  | fémur de Mrah Lahrach |
|  | |
|  | húmero de Sidi Daoui |
|  | |

|  | Ajnabia               |
|  |                       |
|  | Minqaria              |
|  |                       |
|  | fémur de Mrah Lahrach |
|  |                       |
|  | húmero de Sidi Daoui  |
|  |                       |

|  | Parasaurolophini |
|  |                  |
|  | Lambeosaurini    |
|  |                  |

|  | Adynomosaurus |
|  | |
|  | arenisaurino de Basturs Poble |
|  | |
|  | Canardia |
|  | |
|  | Pararhabdodon |
|  | |
|  | Koutalisaurus |
|  | |
|  | Blasisaurus |
|  | |
|  | arenisaurino de Serrat del Rostiar                                                                                                  |
|  | |
|  | \| \| Ajnabia \| \| \| \| \| \| Minqaria \| \| \| \| \| \| fémur de Mrah Lahrach \| \| \| \| \| \| húmero de Sidi Daoui \| \| \| \| |
|  | |
|  | Ajnabia |
|  | |
|  | Minqaria |
|  | |
|  | fémur de Mrah Lahrach |
|  | |
|  | húmero de Sidi Daoui |
|  | |

|  | Ajnabia               |
|  |                       |
|  | Minqaria              |
|  |                       |
|  | fémur de Mrah Lahrach |
|  |                       |
|  | húmero de Sidi Daoui  |
|  |                       |

|  | Adynomosaurus |
|  | |
|  | arenisaurino de Basturs Poble |
|  | |
|  | Canardia |
|  | |
|  | Pararhabdodon |
|  | |
|  | Koutalisaurus |
|  | |
|  | Blasisaurus |
|  | |
|  | arenisaurino de Serrat del Rostiar                                                                                                  |
|  | |
|  | \| \| Ajnabia \| \| \| \| \| \| Minqaria \| \| \| \| \| \| fémur de Mrah Lahrach \| \| \| \| \| \| húmero de Sidi Daoui \| \| \| \| |
|  | |
|  | Ajnabia |
|  | |
|  | Minqaria |
|  | |
|  | fémur de Mrah Lahrach |
|  | |
|  | húmero de Sidi Daoui |
|  | |

|  | Ajnabia               |
|  |                       |
|  | Minqaria              |
|  |                       |
|  | fémur de Mrah Lahrach |
|  |                       |
|  | húmero de Sidi Daoui  |
|  |                       |

|  | Parasaurolophini |
|  |                  |
|  | Lambeosaurini    |
|  |                  |

|  | Adynomosaurus |
|  | |
|  | arenisaurino de Basturs Poble |
|  | |
|  | Canardia |
|  | |
|  | Pararhabdodon |
|  | |
|  | Koutalisaurus |
|  | |
|  | Blasisaurus |
|  | |
|  | arenisaurino de Serrat del Rostiar                                                                                                  |
|  | |
|  | \| \| Ajnabia \| \| \| \| \| \| Minqaria \| \| \| \| \| \| fémur de Mrah Lahrach \| \| \| \| \| \| húmero de Sidi Daoui \| \| \| \| |
|  | |
|  | Ajnabia |
|  | |
|  | Minqaria |
|  | |
|  | fémur de Mrah Lahrach |
|  | |
|  | húmero de Sidi Daoui |
|  | |

|  | Ajnabia               |
|  |                       |
|  | Minqaria              |
|  |                       |
|  | fémur de Mrah Lahrach |
|  |                       |
|  | húmero de Sidi Daoui  |
|  |                       |

|  | Adynomosaurus |
|  | |
|  | arenisaurino de Basturs Poble |
|  | |
|  | Canardia |
|  | |
|  | Pararhabdodon |
|  | |
|  | Koutalisaurus |
|  | |
|  | Blasisaurus |
|  | |
|  | arenisaurino de Serrat del Rostiar                                                                                                  |
|  | |
|  | \| \| Ajnabia \| \| \| \| \| \| Minqaria \| \| \| \| \| \| fémur de Mrah Lahrach \| \| \| \| \| \| húmero de Sidi Daoui \| \| \| \| |
|  | |
|  | Ajnabia |
|  | |
|  | Minqaria |
|  | |
|  | fémur de Mrah Lahrach |
|  | |
|  | húmero de Sidi Daoui |
|  | |

|  | Ajnabia               |
|  |                       |
|  | Minqaria              |
|  |                       |
|  | fémur de Mrah Lahrach |
|  |                       |
|  | húmero de Sidi Daoui  |
|  |                       |

|  | Parasaurolophini |
|  |                  |
|  | Lambeosaurini    |
|  |                  |

|  | Adynomosaurus |
|  | |
|  | arenisaurino de Basturs Poble |
|  | |
|  | Canardia |
|  | |
|  | Pararhabdodon |
|  | |
|  | Koutalisaurus |
|  | |
|  | Blasisaurus |
|  | |
|  | arenisaurino de Serrat del Rostiar                                                                                                  |
|  | |
|  | \| \| Ajnabia \| \| \| \| \| \| Minqaria \| \| \| \| \| \| fémur de Mrah Lahrach \| \| \| \| \| \| húmero de Sidi Daoui \| \| \| \| |
|  | |
|  | Ajnabia |
|  | |
|  | Minqaria |
|  | |
|  | fémur de Mrah Lahrach |
|  | |
|  | húmero de Sidi Daoui |
|  | |

|  | Ajnabia               |
|  |                       |
|  | Minqaria              |
|  |                       |
|  | fémur de Mrah Lahrach |
|  |                       |
|  | húmero de Sidi Daoui  |
|  |                       |

|  | Adynomosaurus |
|  | |
|  | arenisaurino de Basturs Poble |
|  | |
|  | Canardia |
|  | |
|  | Pararhabdodon |
|  | |
|  | Koutalisaurus |
|  | |
|  | Blasisaurus |
|  | |
|  | arenisaurino de Serrat del Rostiar                                                                                                  |
|  | |
|  | \| \| Ajnabia \| \| \| \| \| \| Minqaria \| \| \| \| \| \| fémur de Mrah Lahrach \| \| \| \| \| \| húmero de Sidi Daoui \| \| \| \| |
|  | |
|  | Ajnabia |
|  | |
|  | Minqaria |
|  | |
|  | fémur de Mrah Lahrach |
|  | |
|  | húmero de Sidi Daoui |
|  | |

|  | Ajnabia               |
|  |                       |
|  | Minqaria              |
|  |                       |
|  | fémur de Mrah Lahrach |
|  |                       |
|  | húmero de Sidi Daoui  |
|  |                       |

|  | Parasaurolophini |
|  |                  |
|  | Lambeosaurini    |
|  |                  |

|  | Adynomosaurus |
|  | |
|  | arenisaurino de Basturs Poble |
|  | |
|  | Canardia |
|  | |
|  | Pararhabdodon |
|  | |
|  | Koutalisaurus |
|  | |
|  | Blasisaurus |
|  | |
|  | arenisaurino de Serrat del Rostiar                                                                                                  |
|  | |
|  | \| \| Ajnabia \| \| \| \| \| \| Minqaria \| \| \| \| \| \| fémur de Mrah Lahrach \| \| \| \| \| \| húmero de Sidi Daoui \| \| \| \| |
|  | |
|  | Ajnabia |
|  | |
|  | Minqaria |
|  | |
|  | fémur de Mrah Lahrach |
|  | |
|  | húmero de Sidi Daoui |
|  | |

|  | Ajnabia               |
|  |                       |
|  | Minqaria              |
|  |                       |
|  | fémur de Mrah Lahrach |
|  |                       |
|  | húmero de Sidi Daoui  |
|  |                       |

|  | Adynomosaurus |
|  | |
|  | arenisaurino de Basturs Poble |
|  | |
|  | Canardia |
|  | |
|  | Pararhabdodon |
|  | |
|  | Koutalisaurus |
|  | |
|  | Blasisaurus |
|  | |
|  | arenisaurino de Serrat del Rostiar                                                                                                  |
|  | |
|  | \| \| Ajnabia \| \| \| \| \| \| Minqaria \| \| \| \| \| \| fémur de Mrah Lahrach \| \| \| \| \| \| húmero de Sidi Daoui \| \| \| \| |
|  | |
|  | Ajnabia |
|  | |
|  | Minqaria |
|  | |
|  | fémur de Mrah Lahrach |
|  | |
|  | húmero de Sidi Daoui |
|  | |

|  | Ajnabia               |
|  |                       |
|  | Minqaria              |
|  |                       |
|  | fémur de Mrah Lahrach |
|  |                       |
|  | húmero de Sidi Daoui  |
|  |                       |

|  | Parasaurolophini |
|  |                  |
|  | Lambeosaurini    |
|  |                  |

|  | Adynomosaurus |
|  | |
|  | arenisaurino de Basturs Poble |
|  | |
|  | Canardia |
|  | |
|  | Pararhabdodon |
|  | |
|  | Koutalisaurus |
|  | |
|  | Blasisaurus |
|  | |
|  | arenisaurino de Serrat del Rostiar                                                                                                  |
|  | |
|  | \| \| Ajnabia \| \| \| \| \| \| Minqaria \| \| \| \| \| \| fémur de Mrah Lahrach \| \| \| \| \| \| húmero de Sidi Daoui \| \| \| \| |
|  | |
|  | Ajnabia |
|  | |
|  | Minqaria |
|  | |
|  | fémur de Mrah Lahrach |
|  | |
|  | húmero de Sidi Daoui |
|  | |

|  | Ajnabia               |
|  |                       |
|  | Minqaria              |
|  |                       |
|  | fémur de Mrah Lahrach |
|  |                       |
|  | húmero de Sidi Daoui  |
|  |                       |

|  | Adynomosaurus |
|  | |
|  | arenisaurino de Basturs Poble |
|  | |
|  | Canardia |
|  | |
|  | Pararhabdodon |
|  | |
|  | Koutalisaurus |
|  | |
|  | Blasisaurus |
|  | |
|  | arenisaurino de Serrat del Rostiar                                                                                                  |
|  | |
|  | \| \| Ajnabia \| \| \| \| \| \| Minqaria \| \| \| \| \| \| fémur de Mrah Lahrach \| \| \| \| \| \| húmero de Sidi Daoui \| \| \| \| |
|  | |
|  | Ajnabia |
|  | |
|  | Minqaria |
|  | |
|  | fémur de Mrah Lahrach |
|  | |
|  | húmero de Sidi Daoui |
|  | |

|  | Ajnabia               |
|  |                       |
|  | Minqaria              |
|  |                       |
|  | fémur de Mrah Lahrach |
|  |                       |
|  | húmero de Sidi Daoui  |
|  |                       |

|  | Parasaurolophini |
|  |                  |
|  | Lambeosaurini    |
|  |                  |

|  | Adynomosaurus |
|  | |
|  | arenisaurino de Basturs Poble |
|  | |
|  | Canardia |
|  | |
|  | Pararhabdodon |
|  | |
|  | Koutalisaurus |
|  | |
|  | Blasisaurus |
|  | |
|  | arenisaurino de Serrat del Rostiar                                                                                                  |
|  | |
|  | \| \| Ajnabia \| \| \| \| \| \| Minqaria \| \| \| \| \| \| fémur de Mrah Lahrach \| \| \| \| \| \| húmero de Sidi Daoui \| \| \| \| |
|  | |
|  | Ajnabia |
|  | |
|  | Minqaria |
|  | |
|  | fémur de Mrah Lahrach |
|  | |
|  | húmero de Sidi Daoui |
|  | |

|  | Ajnabia               |
|  |                       |
|  | Minqaria              |
|  |                       |
|  | fémur de Mrah Lahrach |
|  |                       |
|  | húmero de Sidi Daoui  |
|  |                       |

|  | Adynomosaurus |
|  | |
|  | arenisaurino de Basturs Poble |
|  | |
|  | Canardia |
|  | |
|  | Pararhabdodon |
|  | |
|  | Koutalisaurus |
|  | |
|  | Blasisaurus |
|  | |
|  | arenisaurino de Serrat del Rostiar                                                                                                  |
|  | |
|  | \| \| Ajnabia \| \| \| \| \| \| Minqaria \| \| \| \| \| \| fémur de Mrah Lahrach \| \| \| \| \| \| húmero de Sidi Daoui \| \| \| \| |
|  | |
|  | Ajnabia |
|  | |
|  | Minqaria |
|  | |
|  | fémur de Mrah Lahrach |
|  | |
|  | húmero de Sidi Daoui |
|  | |

|  | Ajnabia               |
|  |                       |
|  | Minqaria              |
|  |                       |
|  | fémur de Mrah Lahrach |
|  |                       |
|  | húmero de Sidi Daoui  |
|  |                       |

|  | Parasaurolophini |
|  |                  |
|  | Lambeosaurini    |
|  |                  |

|  | Adynomosaurus |
|  | |
|  | arenisaurino de Basturs Poble |
|  | |
|  | Canardia |
|  | |
|  | Pararhabdodon |
|  | |
|  | Koutalisaurus |
|  | |
|  | Blasisaurus |
|  | |
|  | arenisaurino de Serrat del Rostiar                                                                                                  |
|  | |
|  | \| \| Ajnabia \| \| \| \| \| \| Minqaria \| \| \| \| \| \| fémur de Mrah Lahrach \| \| \| \| \| \| húmero de Sidi Daoui \| \| \| \| |
|  | |
|  | Ajnabia |
|  | |
|  | Minqaria |
|  | |
|  | fémur de Mrah Lahrach |
|  | |
|  | húmero de Sidi Daoui |
|  | |

|  | Ajnabia               |
|  |                       |
|  | Minqaria              |
|  |                       |
|  | fémur de Mrah Lahrach |
|  |                       |
|  | húmero de Sidi Daoui  |
|  |                       |

|  | Adynomosaurus |
|  | |
|  | arenisaurino de Basturs Poble |
|  | |
|  | Canardia |
|  | |
|  | Pararhabdodon |
|  | |
|  | Koutalisaurus |
|  | |
|  | Blasisaurus |
|  | |
|  | arenisaurino de Serrat del Rostiar                                                                                                  |
|  | |
|  | \| \| Ajnabia \| \| \| \| \| \| Minqaria \| \| \| \| \| \| fémur de Mrah Lahrach \| \| \| \| \| \| húmero de Sidi Daoui \| \| \| \| |
|  | |
|  | Ajnabia |
|  | |
|  | Minqaria |
|  | |
|  | fémur de Mrah Lahrach |
|  | |
|  | húmero de Sidi Daoui |
|  | |

|  | Ajnabia               |
|  |                       |
|  | Minqaria              |
|  |                       |
|  | fémur de Mrah Lahrach |
|  |                       |
|  | húmero de Sidi Daoui  |
|  |                       |

|  | Parasaurolophini |
|  |                  |
|  | Lambeosaurini    |
|  |                  |

|  | Adynomosaurus |
|  | |
|  | arenisaurino de Basturs Poble |
|  | |
|  | Canardia |
|  | |
|  | Pararhabdodon |
|  | |
|  | Koutalisaurus |
|  | |
|  | Blasisaurus |
|  | |
|  | arenisaurino de Serrat del Rostiar                                                                                                  |
|  | |
|  | \| \| Ajnabia \| \| \| \| \| \| Minqaria \| \| \| \| \| \| fémur de Mrah Lahrach \| \| \| \| \| \| húmero de Sidi Daoui \| \| \| \| |
|  | |
|  | Ajnabia |
|  | |
|  | Minqaria |
|  | |
|  | fémur de Mrah Lahrach |
|  | |
|  | húmero de Sidi Daoui |
|  | |

|  | Ajnabia               |
|  |                       |
|  | Minqaria              |
|  |                       |
|  | fémur de Mrah Lahrach |
|  |                       |
|  | húmero de Sidi Daoui  |
|  |                       |

|  | Adynomosaurus |
|  | |
|  | arenisaurino de Basturs Poble |
|  | |
|  | Canardia |
|  | |
|  | Pararhabdodon |
|  | |
|  | Koutalisaurus |
|  | |
|  | Blasisaurus |
|  | |
|  | arenisaurino de Serrat del Rostiar                                                                                                  |
|  | |
|  | \| \| Ajnabia \| \| \| \| \| \| Minqaria \| \| \| \| \| \| fémur de Mrah Lahrach \| \| \| \| \| \| húmero de Sidi Daoui \| \| \| \| |
|  | |
|  | Ajnabia |
|  | |
|  | Minqaria |
|  | |
|  | fémur de Mrah Lahrach |
|  | |
|  | húmero de Sidi Daoui |
|  | |

|  | Ajnabia               |
|  |                       |
|  | Minqaria              |
|  |                       |
|  | fémur de Mrah Lahrach |
|  |                       |
|  | húmero de Sidi Daoui  |
|  |                       |

|  | Parasaurolophini |
|  |                  |
|  | Lambeosaurini    |
|  |                  |

|  | Adynomosaurus |
|  | |
|  | arenisaurino de Basturs Poble |
|  | |
|  | Canardia |
|  | |
|  | Pararhabdodon |
|  | |
|  | Koutalisaurus |
|  | |
|  | Blasisaurus |
|  | |
|  | arenisaurino de Serrat del Rostiar                                                                                                  |
|  | |
|  | \| \| Ajnabia \| \| \| \| \| \| Minqaria \| \| \| \| \| \| fémur de Mrah Lahrach \| \| \| \| \| \| húmero de Sidi Daoui \| \| \| \| |
|  | |
|  | Ajnabia |
|  | |
|  | Minqaria |
|  | |
|  | fémur de Mrah Lahrach |
|  | |
|  | húmero de Sidi Daoui |
|  | |

|  | Ajnabia               |
|  |                       |
|  | Minqaria              |
|  |                       |
|  | fémur de Mrah Lahrach |
|  |                       |
|  | húmero de Sidi Daoui  |
|  |                       |

|  | Adynomosaurus |
|  | |
|  | arenisaurino de Basturs Poble |
|  | |
|  | Canardia |
|  | |
|  | Pararhabdodon |
|  | |
|  | Koutalisaurus |
|  | |
|  | Blasisaurus |
|  | |
|  | arenisaurino de Serrat del Rostiar                                                                                                  |
|  | |
|  | \| \| Ajnabia \| \| \| \| \| \| Minqaria \| \| \| \| \| \| fémur de Mrah Lahrach \| \| \| \| \| \| húmero de Sidi Daoui \| \| \| \| |
|  | |
|  | Ajnabia |
|  | |
|  | Minqaria |
|  | |
|  | fémur de Mrah Lahrach |
|  | |
|  | húmero de Sidi Daoui |
|  | |

|  | Ajnabia               |
|  |                       |
|  | Minqaria              |
|  |                       |
|  | fémur de Mrah Lahrach |
|  |                       |
|  | húmero de Sidi Daoui  |
|  |                       |

|  | Parasaurolophini |
|  |                  |
|  | Lambeosaurini    |
|  |                  |

|  | Adynomosaurus |
|  | |
|  | arenisaurino de Basturs Poble |
|  | |
|  | Canardia |
|  | |
|  | Pararhabdodon |
|  | |
|  | Koutalisaurus |
|  | |
|  | Blasisaurus |
|  | |
|  | arenisaurino de Serrat del Rostiar                                                                                                  |
|  | |
|  | \| \| Ajnabia \| \| \| \| \| \| Minqaria \| \| \| \| \| \| fémur de Mrah Lahrach \| \| \| \| \| \| húmero de Sidi Daoui \| \| \| \| |
|  | |
|  | Ajnabia |
|  | |
|  | Minqaria |
|  | |
|  | fémur de Mrah Lahrach |
|  | |
|  | húmero de Sidi Daoui |
|  | |

|  | Ajnabia               |
|  |                       |
|  | Minqaria              |
|  |                       |
|  | fémur de Mrah Lahrach |
|  |                       |
|  | húmero de Sidi Daoui  |
|  |                       |

|  | Adynomosaurus |
|  | |
|  | arenisaurino de Basturs Poble |
|  | |
|  | Canardia |
|  | |
|  | Pararhabdodon |
|  | |
|  | Koutalisaurus |
|  | |
|  | Blasisaurus |
|  | |
|  | arenisaurino de Serrat del Rostiar                                                                                                  |
|  | |
|  | \| \| Ajnabia \| \| \| \| \| \| Minqaria \| \| \| \| \| \| fémur de Mrah Lahrach \| \| \| \| \| \| húmero de Sidi Daoui \| \| \| \| |
|  | |
|  | Ajnabia |
|  | |
|  | Minqaria |
|  | |
|  | fémur de Mrah Lahrach |
|  | |
|  | húmero de Sidi Daoui |
|  | |

|  | Ajnabia               |
|  |                       |
|  | Minqaria              |
|  |                       |
|  | fémur de Mrah Lahrach |
|  |                       |
|  | húmero de Sidi Daoui  |
|  |                       |

|  | Parasaurolophini |
|  |                  |
|  | Lambeosaurini    |
|  |                  |

|  | Adynomosaurus |
|  | |
|  | arenisaurino de Basturs Poble |
|  | |
|  | Canardia |
|  | |
|  | Pararhabdodon |
|  | |
|  | Koutalisaurus |
|  | |
|  | Blasisaurus |
|  | |
|  | arenisaurino de Serrat del Rostiar                                                                                                  |
|  | |
|  | \| \| Ajnabia \| \| \| \| \| \| Minqaria \| \| \| \| \| \| fémur de Mrah Lahrach \| \| \| \| \| \| húmero de Sidi Daoui \| \| \| \| |
|  | |
|  | Ajnabia |
|  | |
|  | Minqaria |
|  | |
|  | fémur de Mrah Lahrach |
|  | |
|  | húmero de Sidi Daoui |
|  | |

|  | Ajnabia               |
|  |                       |
|  | Minqaria              |
|  |                       |
|  | fémur de Mrah Lahrach |
|  |                       |
|  | húmero de Sidi Daoui  |
|  |                       |

|  | Adynomosaurus |
|  | |
|  | arenisaurino de Basturs Poble |
|  | |
|  | Canardia |
|  | |
|  | Pararhabdodon |
|  | |
|  | Koutalisaurus |
|  | |
|  | Blasisaurus |
|  | |
|  | arenisaurino de Serrat del Rostiar                                                                                                  |
|  | |
|  | \| \| Ajnabia \| \| \| \| \| \| Minqaria \| \| \| \| \| \| fémur de Mrah Lahrach \| \| \| \| \| \| húmero de Sidi Daoui \| \| \| \| |
|  | |
|  | Ajnabia |
|  | |
|  | Minqaria |
|  | |
|  | fémur de Mrah Lahrach |
|  | |
|  | húmero de Sidi Daoui |
|  | |

|  | Ajnabia               |
|  |                       |
|  | Minqaria              |
|  |                       |
|  | fémur de Mrah Lahrach |
|  |                       |
|  | húmero de Sidi Daoui  |
|  |                       |

|  | Parasaurolophini |
|  |                  |
|  | Lambeosaurini    |
|  |                  |

|  | Adynomosaurus |
|  | |
|  | arenisaurino de Basturs Poble |
|  | |
|  | Canardia |
|  | |
|  | Pararhabdodon |
|  | |
|  | Koutalisaurus |
|  | |
|  | Blasisaurus |
|  | |
|  | arenisaurino de Serrat del Rostiar                                                                                                  |
|  | |
|  | \| \| Ajnabia \| \| \| \| \| \| Minqaria \| \| \| \| \| \| fémur de Mrah Lahrach \| \| \| \| \| \| húmero de Sidi Daoui \| \| \| \| |
|  | |
|  | Ajnabia |
|  | |
|  | Minqaria |
|  | |
|  | fémur de Mrah Lahrach |
|  | |
|  | húmero de Sidi Daoui |
|  | |

|  | Ajnabia               |
|  |                       |
|  | Minqaria              |
|  |                       |
|  | fémur de Mrah Lahrach |
|  |                       |
|  | húmero de Sidi Daoui  |
|  |                       |

|  | Adynomosaurus |
|  | |
|  | arenisaurino de Basturs Poble |
|  | |
|  | Canardia |
|  | |
|  | Pararhabdodon |
|  | |
|  | Koutalisaurus |
|  | |
|  | Blasisaurus |
|  | |
|  | arenisaurino de Serrat del Rostiar                                                                                                  |
|  | |
|  | \| \| Ajnabia \| \| \| \| \| \| Minqaria \| \| \| \| \| \| fémur de Mrah Lahrach \| \| \| \| \| \| húmero de Sidi Daoui \| \| \| \| |
|  | |
|  | Ajnabia |
|  | |
|  | Minqaria |
|  | |
|  | fémur de Mrah Lahrach |
|  | |
|  | húmero de Sidi Daoui |
|  | |

|  | Ajnabia               |
|  |                       |
|  | Minqaria              |
|  |                       |
|  | fémur de Mrah Lahrach |
|  |                       |
|  | húmero de Sidi Daoui  |
|  |                       |

|  | Parasaurolophini |
|  |                  |
|  | Lambeosaurini    |
|  |                  |

|  | Adynomosaurus |
|  | |
|  | arenisaurino de Basturs Poble |
|  | |
|  | Canardia |
|  | |
|  | Pararhabdodon |
|  | |
|  | Koutalisaurus |
|  | |
|  | Blasisaurus |
|  | |
|  | arenisaurino de Serrat del Rostiar                                                                                                  |
|  | |
|  | \| \| Ajnabia \| \| \| \| \| \| Minqaria \| \| \| \| \| \| fémur de Mrah Lahrach \| \| \| \| \| \| húmero de Sidi Daoui \| \| \| \| |
|  | |
|  | Ajnabia |
|  | |
|  | Minqaria |
|  | |
|  | fémur de Mrah Lahrach |
|  | |
|  | húmero de Sidi Daoui |
|  | |

|  | Ajnabia               |
|  |                       |
|  | Minqaria              |
|  |                       |
|  | fémur de Mrah Lahrach |
|  |                       |
|  | húmero de Sidi Daoui  |
|  |                       |

|  | Adynomosaurus |
|  | |
|  | arenisaurino de Basturs Poble |
|  | |
|  | Canardia |
|  | |
|  | Pararhabdodon |
|  | |
|  | Koutalisaurus |
|  | |
|  | Blasisaurus |
|  | |
|  | arenisaurino de Serrat del Rostiar                                                                                                  |
|  | |
|  | \| \| Ajnabia \| \| \| \| \| \| Minqaria \| \| \| \| \| \| fémur de Mrah Lahrach \| \| \| \| \| \| húmero de Sidi Daoui \| \| \| \| |
|  | |
|  | Ajnabia |
|  | |
|  | Minqaria |
|  | |
|  | fémur de Mrah Lahrach |
|  | |
|  | húmero de Sidi Daoui |
|  | |

|  | Ajnabia               |
|  |                       |
|  | Minqaria              |
|  |                       |
|  | fémur de Mrah Lahrach |
|  |                       |
|  | húmero de Sidi Daoui  |
|  |                       |

|  | Parasaurolophini |
|  |                  |
|  | Lambeosaurini    |
|  |                  |

|  | Adynomosaurus |
|  | |
|  | arenisaurino de Basturs Poble |
|  | |
|  | Canardia |
|  | |
|  | Pararhabdodon |
|  | |
|  | Koutalisaurus |
|  | |
|  | Blasisaurus |
|  | |
|  | arenisaurino de Serrat del Rostiar                                                                                                  |
|  | |
|  | \| \| Ajnabia \| \| \| \| \| \| Minqaria \| \| \| \| \| \| fémur de Mrah Lahrach \| \| \| \| \| \| húmero de Sidi Daoui \| \| \| \| |
|  | |
|  | Ajnabia |
|  | |
|  | Minqaria |
|  | |
|  | fémur de Mrah Lahrach |
|  | |
|  | húmero de Sidi Daoui |
|  | |

|  | Ajnabia               |
|  |                       |
|  | Minqaria              |
|  |                       |
|  | fémur de Mrah Lahrach |
|  |                       |
|  | húmero de Sidi Daoui  |
|  |                       |

|  | Adynomosaurus |
|  | |
|  | arenisaurino de Basturs Poble |
|  | |
|  | Canardia |
|  | |
|  | Pararhabdodon |
|  | |
|  | Koutalisaurus |
|  | |
|  | Blasisaurus |
|  | |
|  | arenisaurino de Serrat del Rostiar                                                                                                  |
|  | |
|  | \| \| Ajnabia \| \| \| \| \| \| Minqaria \| \| \| \| \| \| fémur de Mrah Lahrach \| \| \| \| \| \| húmero de Sidi Daoui \| \| \| \| |
|  | |
|  | Ajnabia |
|  | |
|  | Minqaria |
|  | |
|  | fémur de Mrah Lahrach |
|  | |
|  | húmero de Sidi Daoui |
|  | |

|  | Ajnabia               |
|  |                       |
|  | Minqaria              |
|  |                       |
|  | fémur de Mrah Lahrach |
|  |                       |
|  | húmero de Sidi Daoui  |
|  |                       |

|  | Parasaurolophini |
|  |                  |
|  | Lambeosaurini    |
|  |                  |

|  | Adynomosaurus |
|  | |
|  | arenisaurino de Basturs Poble |
|  | |
|  | Canardia |
|  | |
|  | Pararhabdodon |
|  | |
|  | Koutalisaurus |
|  | |
|  | Blasisaurus |
|  | |
|  | arenisaurino de Serrat del Rostiar                                                                                                  |
|  | |
|  | \| \| Ajnabia \| \| \| \| \| \| Minqaria \| \| \| \| \| \| fémur de Mrah Lahrach \| \| \| \| \| \| húmero de Sidi Daoui \| \| \| \| |
|  | |
|  | Ajnabia |
|  | |
|  | Minqaria |
|  | |
|  | fémur de Mrah Lahrach |
|  | |
|  | húmero de Sidi Daoui |
|  | |

|  | Ajnabia               |
|  |                       |
|  | Minqaria              |
|  |                       |
|  | fémur de Mrah Lahrach |
|  |                       |
|  | húmero de Sidi Daoui  |
|  |                       |

|  | Adynomosaurus |
|  | |
|  | arenisaurino de Basturs Poble |
|  | |
|  | Canardia |
|  | |
|  | Pararhabdodon |
|  | |
|  | Koutalisaurus |
|  | |
|  | Blasisaurus |
|  | |
|  | arenisaurino de Serrat del Rostiar                                                                                                  |
|  | |
|  | \| \| Ajnabia \| \| \| \| \| \| Minqaria \| \| \| \| \| \| fémur de Mrah Lahrach \| \| \| \| \| \| húmero de Sidi Daoui \| \| \| \| |
|  | |
|  | Ajnabia |
|  | |
|  | Minqaria |
|  | |
|  | fémur de Mrah Lahrach |
|  | |
|  | húmero de Sidi Daoui |
|  | |

|  | Ajnabia               |
|  |                       |
|  | Minqaria              |
|  |                       |
|  | fémur de Mrah Lahrach |
|  |                       |
|  | húmero de Sidi Daoui  |
|  |                       |

## Paleoecología

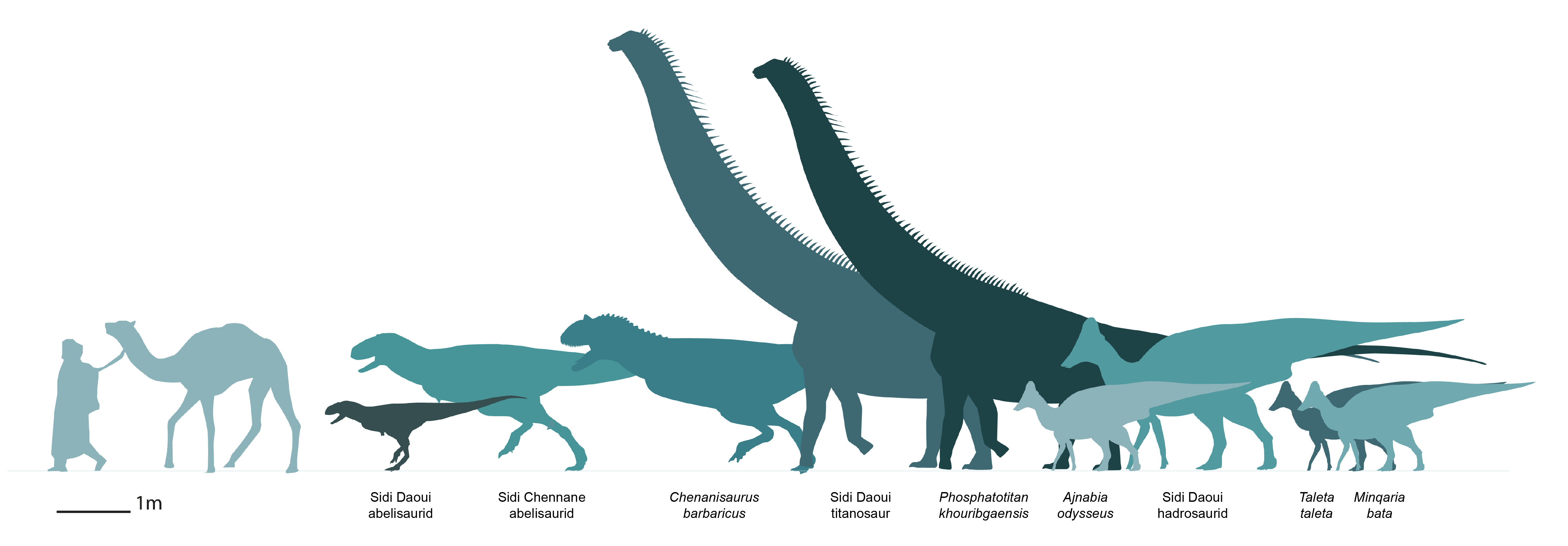
Dinosaurios del Maastrichtiano tardío de Marruecos, incluidos Minqaria (extremo derecho), Ajnabia, Chenanisaurus y varios especímenes sin nombre.

El espécimen holotipo fue recuperado de los fosfatos de la cuenca de Ouled Abdoun en el centro-norte de Marruecos. Los fosfatos son un ambiente marino cercano a la costa, dominado por tiburones, peces, mosasaurios y otros reptiles marinos. Los dinosaurios son menos comunes, sin embargo incluyen al menos tres hadrosáuridos, incluido su compañero arenisaurino Ajnabia, el gran abelisáurido Chenanisaurus barbaricus, otros dos abelisáuridos potencialmente distintos de menor tamaño y un titanosaurio sin nombre. Los fósiles de lambeosaurinos marroquíes pertenecientes a individuos de diversos tamaños, incluido el holotipo de Minqaria, indican que los hadrosaurios eran diversos y abundantes dentro del ecosistema. Estos dinosaurios habrían vivido en el Cretácico tardío (Maastrichtiano tardío) aproximadamente 1 millón de años antes del límite K-Pg y del impacto del asteroide Chicxulub que acabó con los dinosaurios.

### Paleobiogeografía

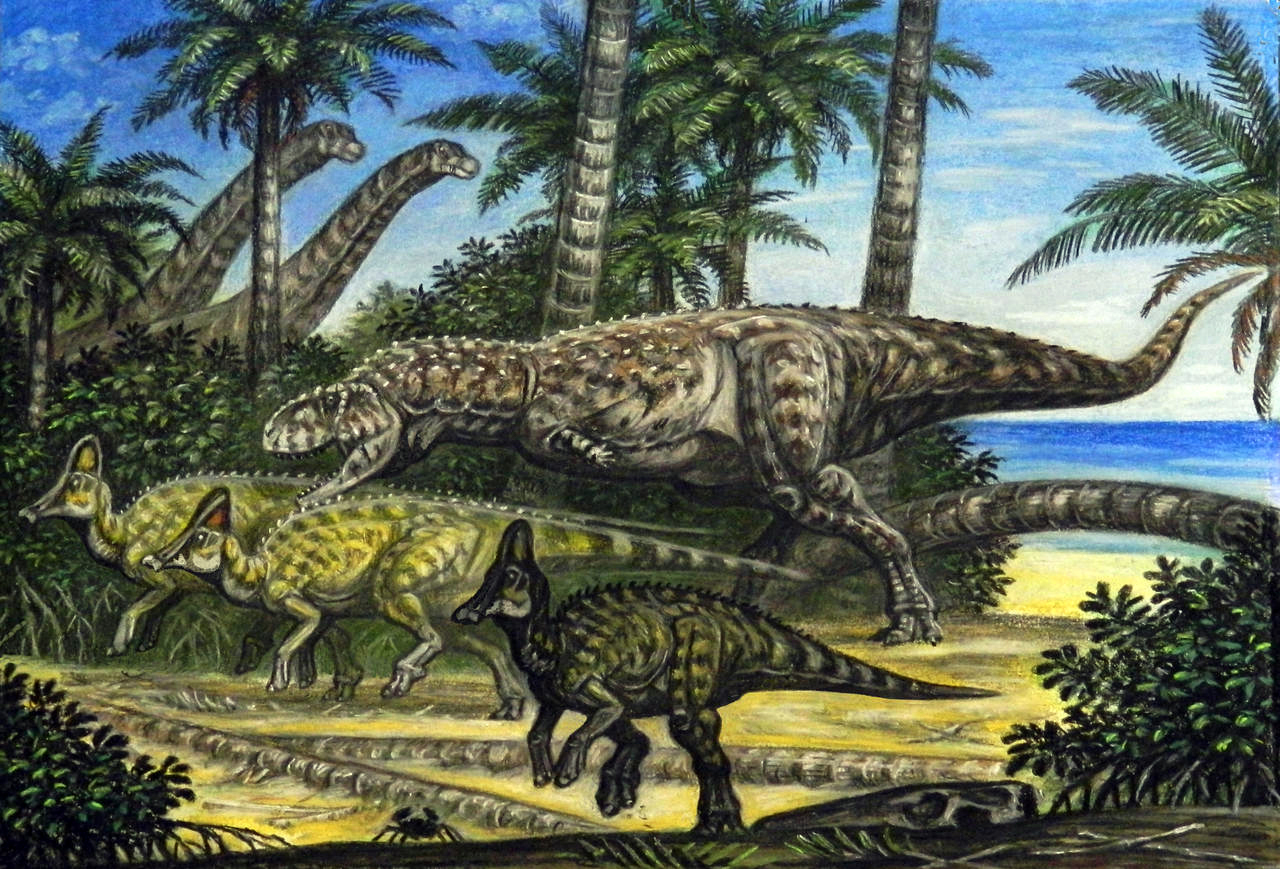
Durante el Creatácico tardío, Minqaria coexistió con su pariente cercano Ajnabia junto con el depredador Chenanisaurus y saurópodos.

Los hadrosaurios, el grupo taxonómico al que está asignado Minqaria, no habían sido documentados en África hasta el descubrimiento del contemporáneo Ajnabia; sus parientes lambeosaurinos más cercanos son todos conocidos en Europa. Dada esta posición taxonómica y las reconstrucciones de los continentes y mares del Cretácico Superior, la dispersión oceánica entre Europa y el norte de África se considera la única explicación viable para la presencia de hadrosaurios como Minqaria y Ajnabia en África. Si bien se ha considerado la dispersión oceánica para la distribución de los hadrosaurios europeos, no se pueden descartar conexiones terrestres intermitentes como medio de dispersión. La barrera oceánica mucho más prominente entre Europa y África, caracterizada por aguas profundas, hace que Ajnabia sea una evidencia mucho más sólida de este fenómeno, ya que diferentes condiciones podrían reducir la brecha, pero no es concebible cerrarla por completo. También existe más evidencia de la dispersión oceánica como modelo para la dispersión de lambeosaurios a partir de la falta de un intercambio más completo de fauna entre ubicaciones, que se espera de la dispersión por puentes terrestres. Los posibles medios de dispersión incluyen nadar, ir a la deriva o hacer rafting (donde los animales son transportados sobre escombros o vegetación flotantes). El rafting se considera poco probable para un animal grande, pero es posible que los hadrosaurios jóvenes puedan ser transportados de esta manera.

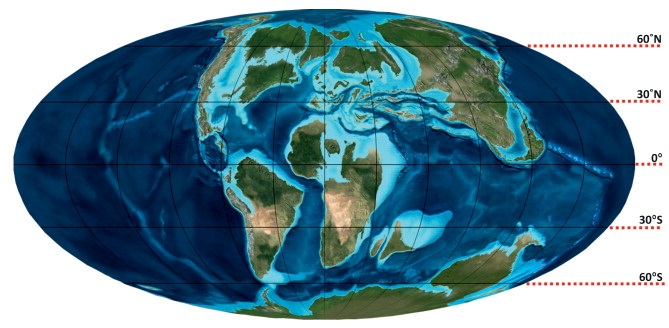
Mapa de los continentes en el Cretácico Superior, los continentes "Gondwananos" del sur divergían y el norte de África era una isla.

En términos más generales, la fauna maastrichtiana del ecosistema del norte de África habitado por Minqaria parece más vinculada biogeográficamente a las faunas gondwánicas (es decir, a las de los continentes meridionales) que a las de Europa y los otros continentes laurasiáticos del hemisferio norte. Mientras que Laurasia se caracteriza por tiranosáuridos y celurosaurios herbívoros, Gondwana está dominada por titanosaurios y abelisaurios, como se ve en Marruecos. A pesar de ello, se observa un grado de endemismo similar al de otros continentes de Gondwana. Un pequeño abelisaurio de la región de Sidi Daoui es diferente a los de América del Sur o la India, pero puede estar relacionado con formas norteafricanas de principios del Cretácico o abelisaurios de tamaño similar en Europa; Asimismo, Chenanisaurus puede representar un linaje distinto de otros abelisaurios conocidos  Por el contrario, otros animales gondwánicos de América del Sur como los anquilosaurios, los unenlagiinos, los elasmarianos y los megaraptóridos no están documentados en África. Este endemismo se explica por la fragmentación del antiguo supercontinente de Gondwana en masas de tierra cada vez más distantes, lo que lleva a que las faunas primitivamente vinculadas de diferentes continentes del sur se vuelvan distintas. Incluso dentro del continente africano, la presencia de una vía marítima transahariana que conecta el océano Tetis de Europa con el golfo de Guinea puede haber aislado la fauna del norte de África de las partes más meridionales del continente, como los sitios con fósiles en Kenia, y el propio Marruecos puede haber sido una isla aislada.